# John Weston Simes
John Weston Simes (conocido como Jackie Simes; Harrington Park, 20 de noviembre de 1942) es un deportista estadounidense que compitió en ciclismo en la modalidad de pista. Ganó una medalla de plata en el Campeonato Mundial de Ciclismo en Pista de 1968, en la prueba del kilómetro contrarreloj.

## Medallero internacional
| Campeonato Mundial | Campeonato Mundial   | Campeonato Mundial | Campeonato Mundial    |
| Año                | Lugar                | Medalla            | Competición           |
| ------------------ | -------------------- | ------------------ | --------------------- |
| 1968               | Montevideo (Uruguay) | Medalla de plata   | 1 km contrarreloj (A) |